# Giano Accame
Giano Accame (30 de julho de 1928, Estugarda — 15 de abril de 2009, Roma) foi um jornalista, escritor e ensaísta italiano. Foi um dos principais intelectuais da Direita italiana. Considerado um pensador "herege" por introduzir pontos de vista heterodoxos no debate político nesse ciclo. Foi o maior divulgador do pensamento econômico-social de Ezra Pound.

## Biografia
Nasceu em Estugarda, na Alemanha, no dia 30 julho de 1928, mas se naturalizou na comuna italiana de Loano. Ainda criança já demonstrava grande paixão pela leitura. Fazia parte de uma família de tradição militar na marinha italiana, seu avô, Nicolò Accame, era Almirante do Estado-Maior e seu pai, Nicola Accame, contra-almirante. O esperado era que Giano Accame continuasse a tradição, mas uma coincidência mudou para sempre o destino de Giano. Em 25 de Abril de 1945 foi designado para a academia naval de Livorno, mas foi preso no mesmo dia em decorrência dos eventos de abril de 1945. Segundo conta em uma entrevista  para o jornalista italiano Claudio Sabelli Fioretti, só escapou com vida graças a benevolência dos partigianos. 
Depois da guerra foi estudar na Universidade de Gênova, onde se formou em direito quatro anos depois. É nesse período que começa a dedicar-se a política. Se filia ao Movimento Social Italiano-Direita Nacional, do qual mais tarde se torna dirigente, mas deixa o cargo por divergências políticas. Já formado entra no serviço militar obrigatório e findas suas obrigações militares, muda-se para Roma e passa a dedicar-se ao jornalismo. 
Foi correspondente especial, redator, editor e colaborador em diversos jornais e revistas. Como correspondente especial ele visita cerca de trinta países no mundo. Entre as muitas viagens, ele cobre o conflito árabe-israelense durante a guerra de seis dias. Foi pesquisador chefe da série enciclopédica de economia Annali dell'economia italiana (IPSOA). Entre 1988 e 1990 foi diretor do jornal Secolo d'Italia, o maior jornal de viés conservador da Itália.  Entre os vários jornais nos quais atuou em sua carreira estão Il Borghese, Il Settimanale  e  Il Fiorino, L'Italia settimanale.
Escreveu livros e ensaios sobre política durante toda sua vida, é particularmente reconhecido pelo estudo e divulgação das ideias monetárias de Ezra Pound e pelos ensaios de cunho histórico e econômico sobre fascismo, socialismo e a relação entre as duas ideologias. Seu trabalho intelectual tinha como objetivo, segundo ele mesmo, curar cisão feita pelo Iluminismo e o Comunismo, entre ciência e tradição, fé e progresso social.
Morreu em 15 de abril de 2009 na capital Italiana.

## Vida pessoal
Se casou com Rita Delcroix. Conheceu sua esposa em ocasião de uma entrevista com seu futuro sogro, Carlo Delcroix; escritor e herói de guerra italiano. Giano e Rita se apaixonaram a primeira vista, mas só foram capazes de encontrar-se três vezes no período de seis meses entre o primeiro encontro e o casamento. Casaram-se em 1960 e tiveram 3 filhos, o casamento durou toda a vida de Giano Accame.

## Obras
- Storia della Repubblica da De Gasperi a Moro I 1945-1958, - 1982.
- Socialismo tricolore - 1983.
- Ezra Pound 1985. Omaggio ad Ezra Pound nel centenario della nascita, con altri - 1985.
- Il fascismo immenso e rosso - 1990
- Ezra Pound economista. - 1995
- La destra sociale, Roma - 1996
- Il potere del denaro svuota le democrazie - 1997
- Ezra Pound e l'economia, con altri, Milano  - 2001
- Stato etico e manganello. Giovanni Gentile a sessant'anni dalla morte - 2004
- Dove va la destra?, in Giano Accame e Costanzo Preve, Dove va la destra? - Dove va la sinistra? - 2004.
- La morte dei fascisti, Milano - 2009.